# Ingeborg Schöner
Ingeborg Schöner, talvolta accreditata come Ingeborg Schoener o Inge Schoener o Inge Bella (Wiesbaden, 2 luglio 1935), è un'attrice e modella tedesca, attiva nel cinema dal 1954. Ha girato in carriera un centinaio fra film ed episodi di serie televisive.

## Biografia
Interprete di film di genere, è ricordata per aver interpretato il ruolo di Hilde, giovane turista tedesca in visita in Italia, nel film commedia del 1957 di Antonio Pietrangeli Souvenir d'Italie che contava su un cast di 'tutte stelle'.
È oltremodo nota per aver interpretato il ruolo di Nathalie, giovane turista americana in visita a Venezia con la sua amica Janet (Niki Dantine) nel film di Dino Risi Venezia, la luna e tu (1958), con Alberto Sordi, Marisa Allasio, Nino Manfredi e Riccardo Garrone.
Studentessa di filologia, dopo aver completato gli studi superiori, ha svolto attività di modella prima di iniziare a studiare recitazione. Debuttò come attrice teatrale a Monaco di Baviera e a Berlino.
Nei primi anni cinquanta ricevette numerose offerte per interpretare film in Italia, Francia e Stati Uniti (per film per la televisione). Si ritagliò un repertorio in cui impersonava la classica ragazza perbene anche se spesso fu utilizzata per pellicole in costume o comunque di ambientazione storica.
Negli anni settanta e negli anni ottanta Schöner è stata attiva principalmente come attrice televisiva. Dal 1980 al 2008 ha interpretato due distinti ruoli nella serie televisiva tedesca di lunghissimo corso SOKO 5113, dapprima come detective Anna Herbst, poi come moglie del sovrintendente Schickl.
È stata sposata con il regista George Marishka, da cui ha avuto due figlie, Nicole - anch'essa attrice - e Juliette.

## Filmografia parziale

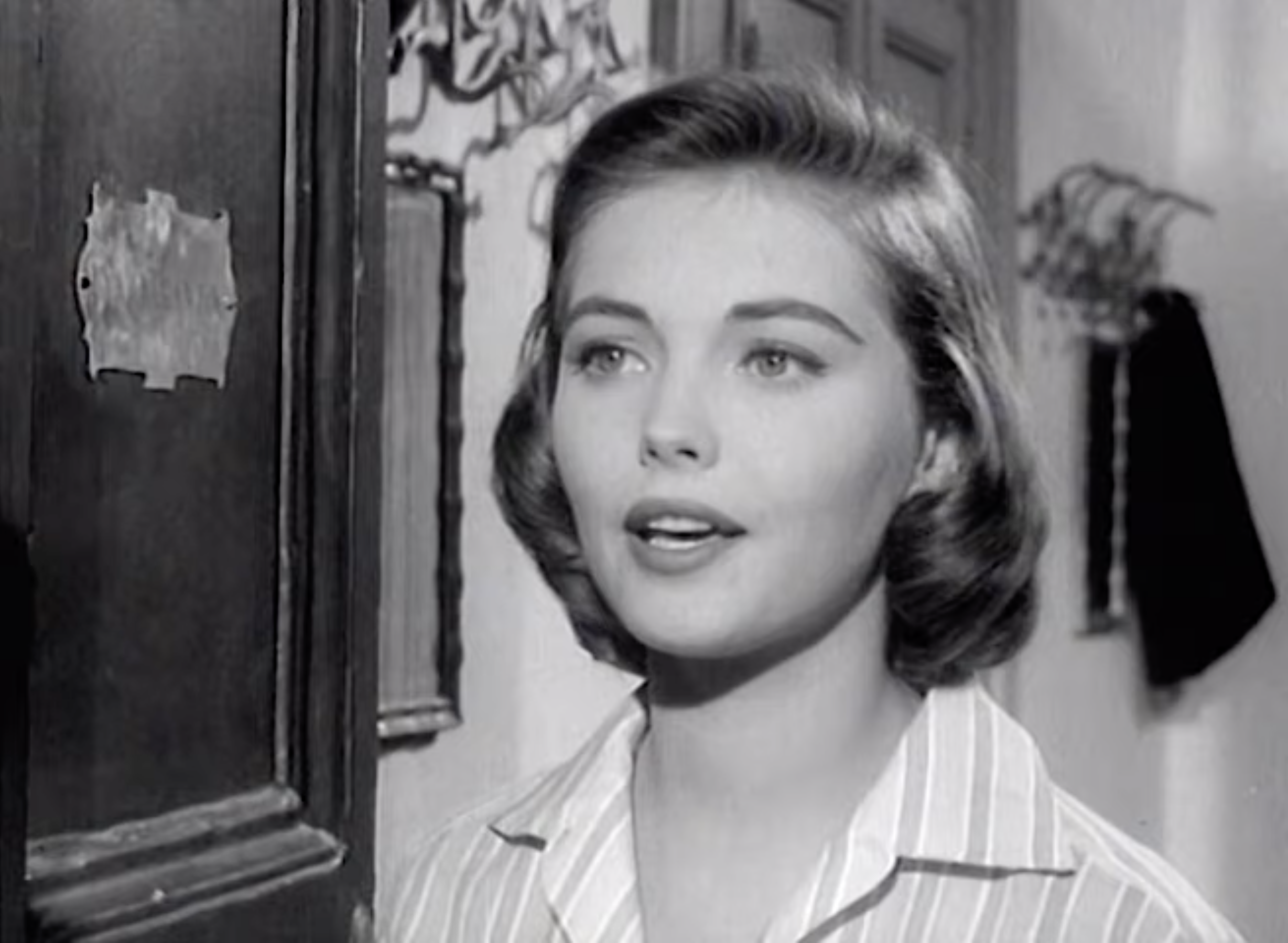
Ingeborg Schöner ne Il cocco di mamma (1957)

Ingeborg Schöner ne Il corsaro della mezza luna (1959)

- Il principe folle (Herrscher ohne Krone), regia di Harald Braun (1957)
- Souvenir d'Italie, regia di Antonio Pietrangeli (1957)
- Il cocco di mamma, regia di Mauro Morassi (1957)
- Venezia, la luna e tu, regia di Dino Risi (1958)
- Promesse di marinaio, regia di Turi Vasile (1958)
- Adorabili e bugiarde, regia di Nunzio Malasomma (1958)
- Dragatori di donne (Les Dragueurs), regia di Jean-Pierre Mocky (1959)
- Il corsaro della mezza luna, regia di Giuseppe Maria Scotese (1959)
- L'uomo nella rete (Menschen im Netz), regia di Franz Peter Wirth (1959)
- La vacca e il prigioniero (La Vache et le prisonnier), regia di Henri Verneuil (1959)
- I trafficanti di Singapore (Peter Voss, der Held des Tages), regia di Georg Marischka (1959)
- Per favore non toccate le modelle (Ich zähle täglich meine Sorgen), regia di Paul Martin (1960)
- Ferro e fuoco in Normandia (Soldatensender Calais), regia di Paul May (1960)
- Accadde a Vienna (Das große Wunschkonzert), regia di Arthur Maria Rabenalt (1960)
- Donne senza paradiso - La storia di San Michele (Axel Munthe - Der Arzt von San Michele), regia di Giorgio Capitani e Rudolf Jugert (1962)
- L'idea fissa, regia di Mino Guerrini e Gianni Puccini (1964)
- I misteri della giungla nera, regia di Luigi Capuano (1965)
- Buffalo Bill - L'eroe del Far West, regia di Mario Costa (1965)
- Letti sbagliati, regia di Steno (1965)
- L'avventuriero della Tortuga, regia di Luigi Capuano (1965)
- Viva Gringo (Das Vermächtnis des Inka), regia di Georg Marischka (1965)
- Non sta bene rubare il tesoro, regia di Mario di Nardo (1967)
- Il giovane selvaggio (Ich spreng' euch alle in die Luft), regia di Rudolf Zehetgruber (1968)
- Peter e Sabine due corpi... un amore (Peter und Sabine), regia di August Rieger (1968)
- La tortura delle vergini (Hexen bis aufs Blut gequält), regia di Michael Armstrong (1970)
- L'inafferrabile invincibile Mr. Invisibile, regia di Antonio Margheriti (1970)
- Per una notte (Über Nacht), regia di Karin Thome (1973)

## Doppiatrici italiane
- Maria Pia Di Meo in Il cocco di mamma, Promesse di marinaio, Il corsaro della mezza luna, Letti sbagliati
- Micaela Giustiniani in Souvenir d'Italie
- Fiorella Betti in Adorabili e bugiarde
- Rosetta Calavetta in Buffalo Bill - L'eroe del Far West